# 卡贊勒克峰
62°37′56.4″S 59°57′21″W / 62.632333°S 59.95583°W

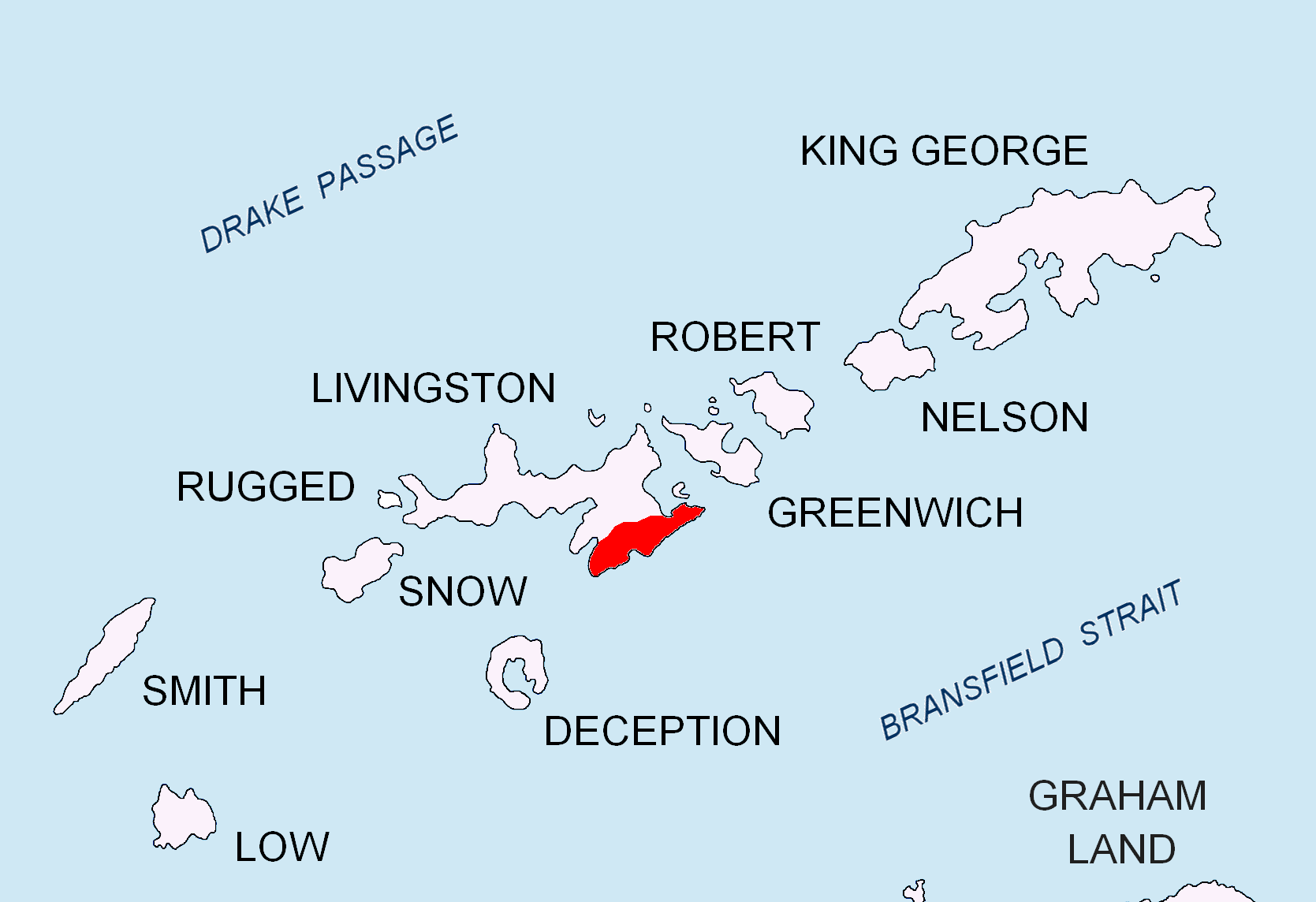

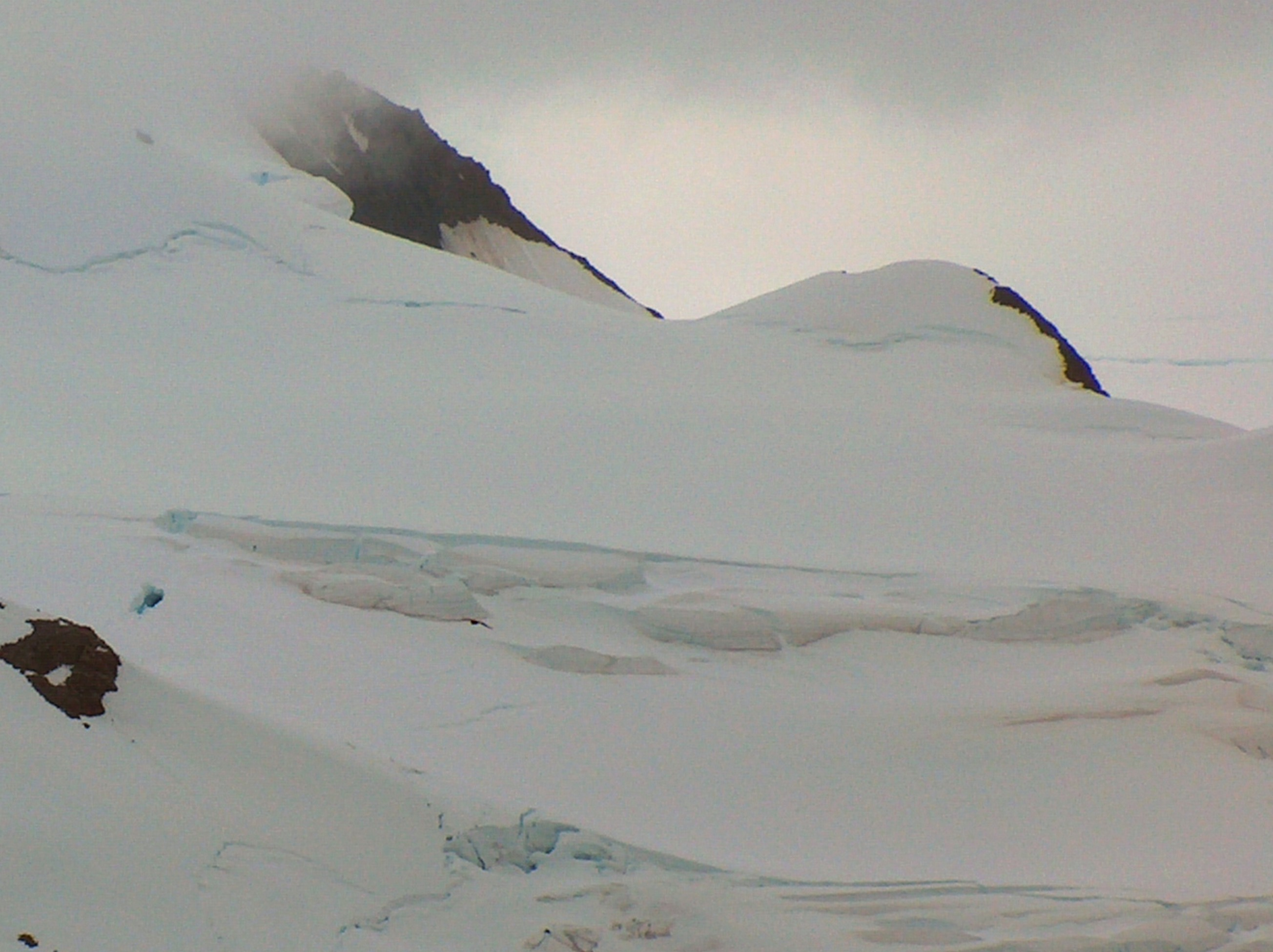

卡贊勒克峰是南極洲的山峰，位於南設得蘭群島的利文斯頓島，屬於騰格里山脈中德爾切夫嶺的一部分，海拔高度430米，處於彼得峰西北面1.06公里和吉奧羅夫峰東南面0.65公里。

## 外部連結
- SCAR Composite Antarctic Gazetteer（页面存档备份，存于）.